# Mogami Yoshiaki

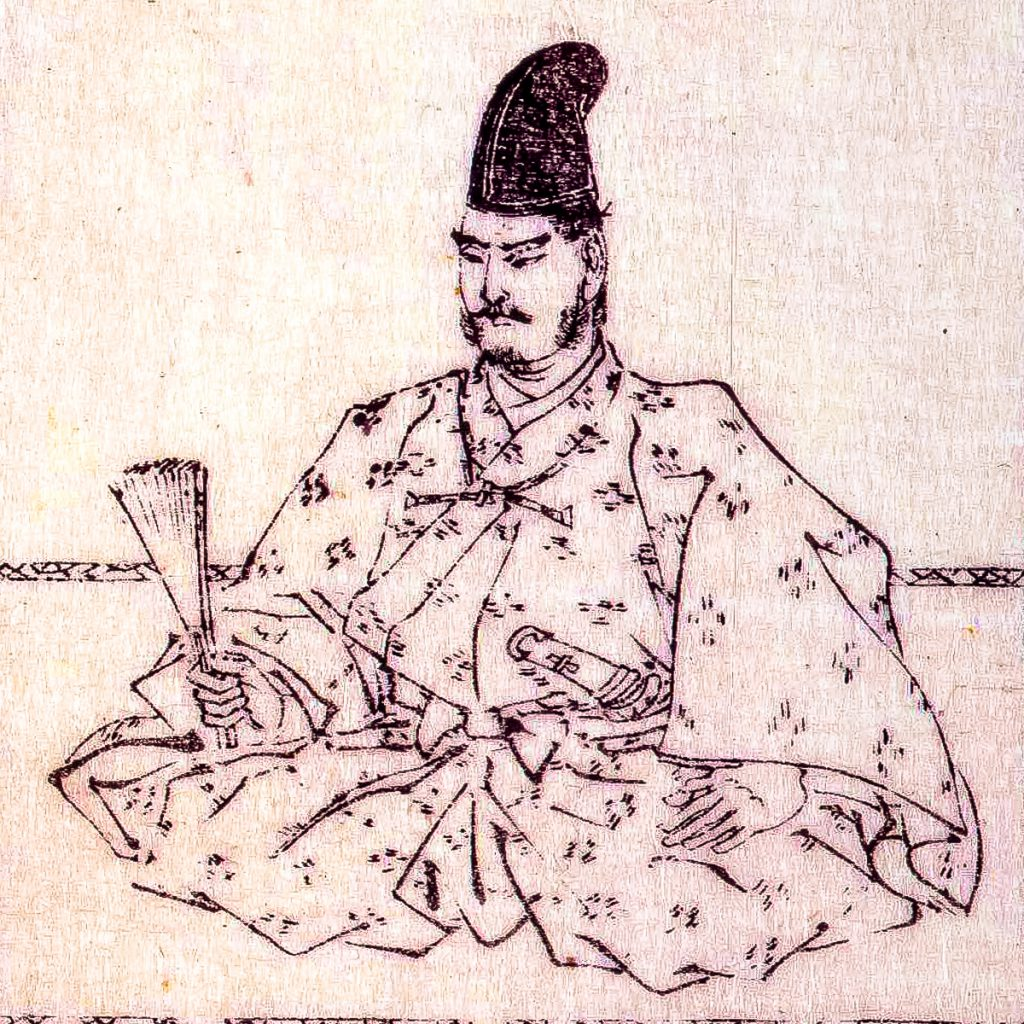
Mogami Yoshiaki

Mogami Yoshiaki (最上義光?; 1º febbraio 1546 – 29 novembre 1614) è stato un daimyō giapponese del clan Mogami durante il periodo Sengoku.

## Biografia
Mogami Yoshiaki fu il primo figlio di Mogami Yoshimori (最上義守?) del clan Mogami e succedette al padre come daimyō di Dewa. Durante i primi anni si scontrò ripetutamente con i clan Date e Uesugi nelle zone di Shōnai e Semboku per espandere l'area di influenza del clan e venne sconfitto nel 1588 durante la battaglia di Jūgorigahara dagli Uesugi. 

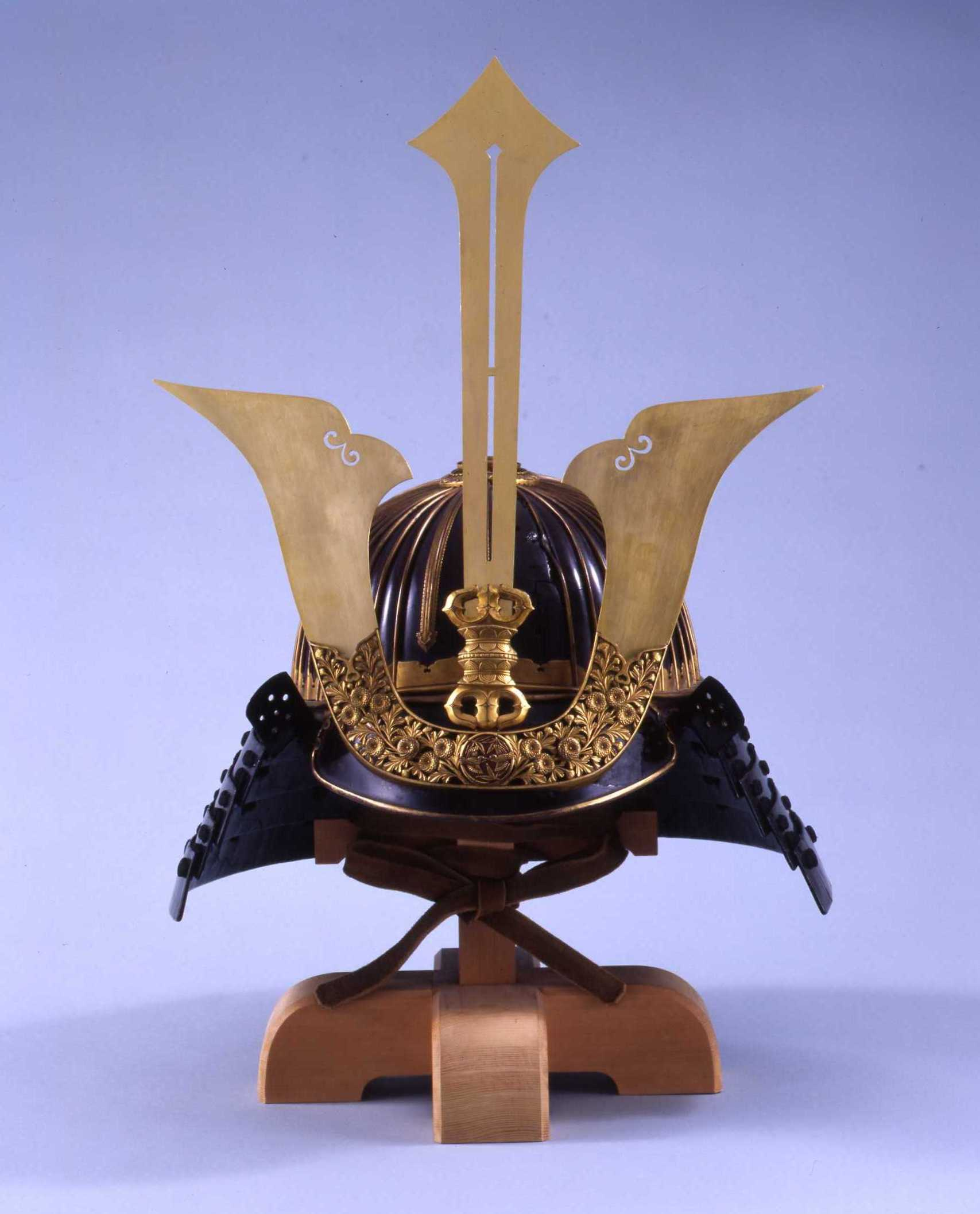
Elmo di Mogami Yoshiaki

Quando venne al potere Toyotomi Hideyoshi, Yoshiaki si sottomise, ma divenne in seguito un sostenitore di Tokugawa Ieyasu dopo la morte di Hideyoshi. Era noto odiasse i Toyotomi poiché Hideyoshi ordinò l'esecuzione della figlia adolescente di Yoshiaki (Komahime) quando eliminò il nipote Toyotomi Hidetsugu, con il quale era impegnata la ragazza. Dopo di questi fatti mandò il suo secondo figlio, Iechika, come ostaggio ai Tokugawa e si avvicinò a Tokugawa Ieyasu.
Nel 1600, quando il Giappone si divise in due fazioni, Yoshiaki supportà Ieyasu durante la campagna di Sekigahara, ed ebbe il compito, assieme a Date Masamune, si contenere Uesugi Kagekatsu nel sud della regione di Tōhoku. Ne seguì una serie di battaglie note come battaglie di Keichō Dewa durante le quali riuscì a bloccare gli Uesugi che volevano attirare il grosso dell'esercito Tokugawa nel nord del Giappone.Dopo la vittoria Tokugawa il dominio dei Mogami fu ampliato a 520.000 koku come ricompensa per loro fedeltà.
Questo rese il dominio di Yamagata il quinto più grande nel Giappone dell'epoca, escludendo la terra dei Tokugawa.
Morì nel castello di Yamagata nel 1614. A Yamagata è presente il museo storico di Mogami Yoshiaki, appena fuori dalla grande porta orientale del castello di Yamagata, nella quale mostra il suo elmo, il bastone di comando di battaglia e gli altri attrezzi effettivamente utilizzò.

## Eredità
Mogami Yoshiaki stabilì e costruì la città del castello, che divenne il fondamento della città di oggi Yamagata. Riuscì a controllare i "Tre Luoghi Difficili" sul fiume Mogami, rendendo più sicura la navigazione dal Mare del Giappone all'entroterra e portando la cultura di Kyōto e Osaka a Yamagata. I suoi progetti di costruzione delle dighe a Kitadaseki, Inabazeki e in altri luoghi assieme ad altre misure di controllo dell'irrigazione contribuirono a sviluppare le coltivazioni di riso nella pianura di Shōnai.